# 高級指揮官に与える教令
『高級指揮官に与える教令』（こうきゅうしきかんにあたえるきょうれい、ドイツ語: Aus den Verordnungen für die höheren Truppenführer vom 24. Juni 1869）とは、1869年にヘルムート・カール・ベルンハルト・フォン・モルトケによって執筆された軍事教範である。

## 要旨

### 総則

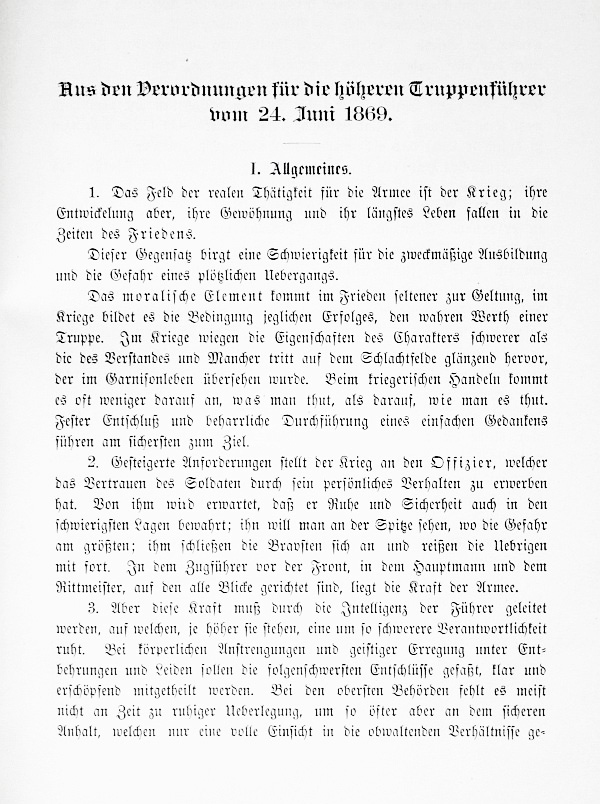
表紙

モルトケは自らの軍事理論において戦争で活動する軍隊の在り方がどのようにあるべきかを本書で論じている。平和において軍隊は戦争での実践を忘れ、危機に対処する能力を低下させる傾向が指摘できる。
平時において軍隊は表面的に充実していれば十分であるが、戦争においては精神の部分が注目されることになる。指揮官は自らの知性によって軍を指導しなければならない。平和な時期において指揮官が学ぶことができるのは地理や過去の戦史などに限られている。
しかし平時におけるあらゆる軍事教育は実際の戦争において本当に必要な指針を提供することはない。なぜならば指揮官に委ねられる戦略とは基本的には常識の応用であり、確立された学問と見なすことは不可能であるからである。戦争が予測を困難な領域であるために、計算をしたとしても勝利を約束するものではない。つまり指揮官は時には自らの判断に従いながら行動しなければならない。

### 部隊編制
戦闘序列は動員に伴って発令され、指揮権の主従関係を確立するものであり、各自の責任を示すものである。この戦闘序列の決定についてモルトケは軍団が2個歩兵師団、1個騎兵師団、軍団砲兵から構成されるものとし、歩兵師団はそれぞれ4個歩兵連隊、1個軽騎兵師団、徒歩の砲兵部隊、2個工兵中隊、衛生部隊、さらに軍団直轄の軽歩兵大隊から成る。
このような戦闘序列で決められた部隊編制は必ずしも原則として維持できない。作戦においては特別命令による修正が必要となり、そのたびに戦闘序列が決めなおされる。例えば独立して作戦行動中の軍団の前衛には1個歩兵師団と同師団隷下の2または3個の砲兵中隊を配置することが基本であるが、必要に応じて騎兵師団から騎砲兵部隊や衛生部隊、工兵中隊を配備することになる。
戦闘中に戦闘序列が混乱した場合は軍紀に従い、厳正に戦闘序列を回復することが原則である。

### 指揮統制
指令所と部隊の命令や報告などの連絡を維持することは部隊の協同を実現するために不可欠であると強調される。命令は原則として指揮系統に則って伝達されなければならない。高級指揮官が下級指揮官の部隊指揮に介入することは指揮統制の機能を損なう行為である。
高級指揮官にとってより重要なことはいかなる方法で遂行するかという戦闘行動の細部に拘ることではなく、戦局の全体を見渡すことである。加えて指揮官は必要なことだけを命令すべきであり、事前に立案された計画が流動的な戦局で機能するとは考えるべきではない。発令者の指揮系統における地位が高ければ高いほど命令は端的で包括的でなければならない。
下級指揮官はその命令を受けて必要に応じて補足しながら号令または口頭命令により命令を実施する。また司令部が正確に状況を把握するため各部隊は状況を報告する義務を負う。報告は正確性の観点から慎重に表現や内容を点検しなければならない。

### 行軍
指揮官は輜重部隊を伴った1個軍団の行軍縦隊が30キロメートルに及ぶことに実感がなければならない。行軍を開始し、天候や地形が悪ければこの距離は60キロメートルにも及ぶことになる。このような事態は貴重な道路の効率的使用を妨げるものであり、一日のうちで行軍可能な兵力を制約することになる。
行軍においては可能な限り行軍の長径を短くし、戦闘においては速やかに展開することが可能でなければならない。行軍では行軍序列を考案する必要があり、先頭には前衛の歩兵には速やかに戦闘展開が可能な準備を整えながら予備の歩兵部隊を温存させ、騎兵は前衛に随伴して周辺の地形と敵情を偵察し、前衛の砲兵は戦闘展開のために可能な限り先頭付近を行軍する。これ以外の輜重部隊は唐突な反転行軍で混乱しないように距離を保ちながら本隊に随伴する。
行軍を指揮する指揮官は部隊を確実に行軍させ、また戦闘力を維持する必要に応じて休止を命令する権限がある。

### 偵察・警戒
敵情の偵察、行軍中の警戒などの措置は同一部隊によって同時に進められるが、基本的に警戒は受動的であり、偵察は能動的である。このような業務は騎兵が担う活動である。敵情を知るための手段には、小規模な部隊で敵を捜索する方法と、ある程度の戦闘力を備えた部隊によって直接的に敵と戦闘する威力偵察の方法と二種類がある。
前者の方法は騎兵主力を留めておきながら素早く移動して敵が確認できる地域に到達し、訓練された偵察能力で露営状況、兵力や装備、前進方向などの敵情を判断して、正確に報告することが必要であり、これが一般的な方法である。しかし敵の警戒が極めて厳重である場合には敵の抵抗を排除することが部分的に必要となる。そこでより強力な騎兵部隊によって敵と戦闘することで敵情を把握することが求められる。
一方警戒においては警戒線が展開されなければならない。基本的に警戒線は前哨線を組合せ、翼側の安全を確保するが、長期間にわたって警戒するならば敵の斥候の接近を許さないようにより警戒線を前方に展開する。
行軍中の警戒において前衛は特例がなくとも警戒を担い、必要に応じて前方に対して騎兵偵察を実施する。

### 歩兵戦術
近年の歩兵が装備する小銃の性能が向上したために火力は致命的な威力を誇るようになっている。したがって従来の戦闘方法に従って歩兵が防御火力を展開する敵に対して銃剣突撃を実施することは深刻な損害を招き、攻撃の再開を不可能とする士気阻害を生じされる。
歩兵師団の戦闘隊形は基本的には2個の連隊を前後に並べる隊形となり、各連隊の大隊は中隊縦隊を連結した縦隊とする。そして中隊縦隊は3個小隊が6歩の距離で前後に並ぶ。しかし散開して実施する戦闘が主流となっているため、中隊縦隊は散開隊形が訓練されなければならない。もし歩兵大隊が陣地防御を命令されれば、2または4個小隊は陣地の前方で隠蔽し、敵が躍進を開始すると一斉射撃を実施する。大隊は横隊で地形を利用しながら伏臥して敵が300歩の位置に接近してから射撃を開始する。さらに敵が接近した場合には予備を前進させながら第一線の部隊は着剣して敵を迎撃する。

### 騎兵戦術
歩兵火力の威力が改善されたために騎兵のこれまでの役割は見直されなければならなくなった。戦史において騎兵突撃は敵を撃破する決定的な攻撃であったが、火力に脆弱であるために騎兵の戦闘力は比較的低下した。つまり騎兵はこのような火力の発達を克服するために訓練がなされる必要がある。
師団騎兵は歩兵部隊の前進に応じてその側面を掩護し、攻撃を支援し、敵の散開隊形に対して局所的に戦果を挙げることができる。ただしその際には砲兵火力が騎兵部隊に指向しない戦機を活用しなければならない。騎兵の隊形については機動は方向転換が容易な縦隊、攻撃は横隊で行うのが規則である。騎兵は近接戦闘の局面に遭遇することが多く、有効な刺突が実施できるように訓練しなければならない。

### 砲兵戦術
砲兵は行軍、戦闘において常に部隊と分離せず、続行しなければならない。砲兵は撃ち方を止めた後に速やかに敵との距離を短くするよう努めて機動しなければならない。砲兵を配置する陣地を選定するために指揮官は地形を偵察して射界が確保できるかを確認しなければならない。一般に広範囲の展望を得ることが可能な高地を占領すべきである。砲兵の各中隊は正面に対して広がって陣地を占領し、敵の砲兵火力を避けながら我の火力を特定の目標に集中する。
2000歩から800歩が砲兵に対して効力射を期待できる距離であるが、これを越えて射撃する場合には我の部隊の前進を妨げないように注意しながら実施する。もし現在の砲兵陣地では効力射が不可能であることが分かれば、敵の射程に入ったとしても前進すべきであるが、基本的に正確な射撃のために陣地転換は最小限に留める。